# Saigō Tsugumichi
Saigō Tsugumichi (西郷 従道?, noto anche come Saigō Jūdō; Kagoshima, 1º giugno 1843 – Tokyo, 18 luglio 1902) è stato un militare e politico giapponese.
Nel corso della sua carriera militare ha partecipato a molti eventi cruciali del periodo detto Rinnovamento Meiji. Terminata la carriera di soldato, è entrato in politica ricoprendo diverse cariche importanti.

## Biografia
Figlio del samurai Saigō Kichibe e fratello di Saigō Takamori, inizialmente pareva destinato a diventare monaco buddhista, ma in seguito lasciò la vita monastica per diventare un samurai nell'esercito Satsuma durante la guerra Anglo-Satsuma; entrò poi nelle file dei soldati fedeli all'imperatore diventando comandante, e con questo grado combatté nella Guerra Boshin. Nel 1869 fu inviato in Europa insieme ad Yamagata Aritomo per studiare e apprendere le avanzate tattiche militari delle potenze europee; al suo ritorno fu integrato e promosso nel neonato Esercito imperiale giapponese, con cui condusse la spedizione a Taiwan del 1874.
Negli anni ottanta si diede alla politica, diventando Ministro della Marina (nel 1885 e nel periodo 1892-1902) nel corso degli anni continuerà a rimanere fedele all'Imperatore Mutsuhito ricevendo il titolo di Conte nel 1884, che sarà poi elevato a Marchese dieci anni dopo. Mentre ricopriva la carica di Ministro degli Interni fu uno dei principali fautori della condanna a morte per Tsuda Sanzō, autore dell'attentato di Ōtsu. Nel 1894 in virtù del suo lavoro come ministro della marina gli fu conferito il grado di Ammiraglio.